# Лотреамон
Граф Лотреамо́н (фр. comte de Lautréamont, справжнє ім'я — Ізидор Дюкасс, фр. Isidore Ducasse; 4 квітня 1846, Монтевідео — 24 листопада 1870, Париж) — французький прозаїк і поет, пізній романтик, передвісник символізму та сюрреалізму.

## Життєпис

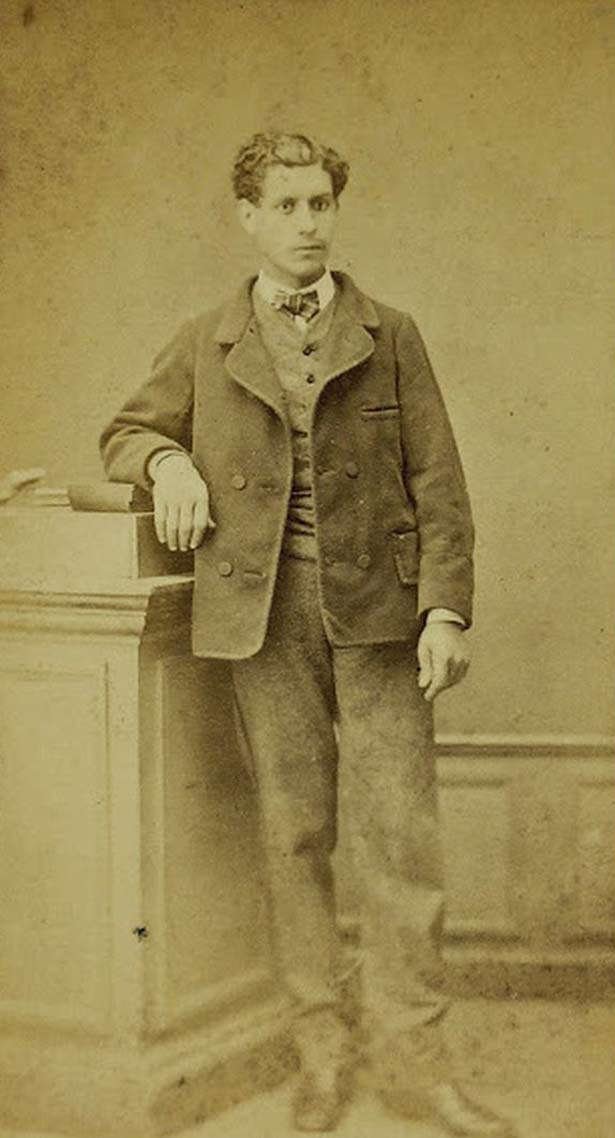
Єдина відома фотографія Лотреамона, знайдена в 1970-х роках

Ізидор Дюкасс народився в сім'ї французького дипломата в Уругваї, його коротке життя пройшло у Франції, де він вчився в ліцеї. Вів усамітнений спосіб життя, помер при нез'ясованих обставинах у повній самотності. Французький дослідник Філіпп Супо намагався довести, що Лотреамон брав активну участь у Французькому революційному русі, який закінчився Паризькою комуною, проте інші дослідники спростовували таку можливість.

## Творчість
Ізидор Дюкасс увійшов в літературу під псевдонімом Лотреамон, який він, можливо, запозичив із роману Ежена Сю. Основний твір, який приніс йому популярність, — «Пісні Мальдорора» (фр. Les Chants de Maldoror, 1869). У двадцятирічному віці він опублікував першу із «Пісень», проте цей твір залишився непоміченим. Всього ним написано шість пісень, рукопис яких був знайдений лише після смерті автора в столі одного із видавців, який відмовся публікувати книгу. Лотреамон також є автором збірки поезій «Poesies», що складається з двох частин: Poesies Ι та Poesies ΙΙ.
Для «Пісень Мальдорора» характерний богоборницький пафос, автор проголошує гострі інвективи на адресу Бога — винуватця усіх земних нещасть, щораз оскверняючи, проклинаючи, насміхаючись над ним.
1922 року журнал «Littérature» і група сюрреалістів, яка стояла за ним, оголосили Лотреамона геніальним поетом, найвидатнішою предтечою сучасної французької поезії. Сюрреалісти цінували в його творчості парадоксальність поетичного мислення, стихійність образів, незвичність метафор. Постать Лотреамона вплинула на творчість таких французьких поетів, як Артюр Рембо, Поль Елюар, Луї Арагон та багатьох інших.

## Найважливіші видання
- Les Chants de Maldoror — Chant premier, par ***, Imprimerie Balitout, Questroy et Cie, Paris, August 1868 (Перша Пісня, анонімна публікація)
- Les Chants de Maldoror — Chant premier, par Comte de Lautréamont, in: «Parfums de l'Ame» (антологія, видана Evariste Carrance), Bordeaux 1869 (Перша пісня, опублікована під псевдонімом Лотреамон)
- Les Chants de Maldoror, A. Lacroix, Verboeckhoven et Cie, Brüssel 1869 (Перше повне видання творів)
- Poésies I, Librairie Gabrie, Balitout, Questroy et Cie, Paris 1870
- Poésies II, Librairie Gabrie, Balitout, Questroy et Cie, Paris 1870
- Les Chants de Maldoror, Typ. De E. Wittmann, Paris und Brüssel 1874 (Повне видання творів 1869)
- Les Chants de Maldoror, Vorwort von Léon Genonceaux und mit einem Brief-Faksimile Lautréamonts, Ed. Léon Genonceaux, 1890 (Нове видання)
- Les Chants de Maldoror. Mit 65 Illustrationen von Frans De Geetere, Ed. Henri Blanchetièr, Paris 1927
- Les Chants de Maldoror. Mit 42 Illustrationen von Salvador Dali; Albert Skira Editeur, Paris 1934
- Œuvres Complètes. Передмова Андре Бретона, Paris 1938
- Maldoror, 27 ілюстрацій Jacques Houplain, Société de Francs-Bibliophiles, Paris 1947
- Les Chants de Maldoror. Mit 77 Illustrationen von Rene Magritte; Éditions De «La Boetie», Brüssel 1948
- Œuvres complètes. Fac-similés des éditions originales. La Table Ronde, Paris 1970
- Œuvres complètes, за виданням 1938 року, до видання входять вісім передмов видатних французьких письменників: Léon Genonceaux (Édition Genouceaux, Paris 1890), Rémy de Gourmont (Édition de la Sirène, Paris 1921), Edmond Jaloux (Édition Librairie José Corti, Paris, April 1938), Philippe Soupault (Édition Charlot, Paris, 1946) Julien Gracq (La Jeune Parque, Paris 1947), Roger Caillois (Édition Librairie José Corti 1947), Maurice Blanchot (Édition du Club Français du Livre, Paris 1949), Édition Librairie José Corti, Paris 1984
- Jean-Luc Steinmetz, «Lautréamont», Oeuvres Complètes, Gallimard, Pléiade, 2009. (найновіше повне видання творів з детальним коментарем французького поета Жана-Люка Стейнмеса)

## Українські переклади
Повного перекладу творів Лотреамона українською ще не зроблено. Уривки з Лотреамона перекладала Світлана Жолоб. 26 листопада 2011 року видавництво Provocateurs' Club повідомило про початок робіт з перекладання «Пісень Мальдорора» українською мовою.

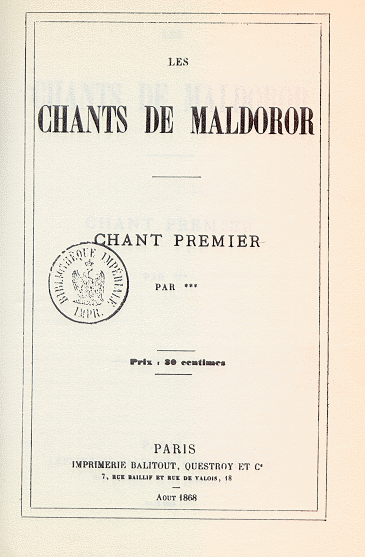
Перше видання «Пісень Мальдорора» 1868